# 土屋良輔
土屋 良輔（つちや りょうすけ、1994年11月29日 - ）は、日本のスピードスケート選手。

## 来歴
群馬県立嬬恋高等学校に学ぶ。
2018年、平昌オリンピック10000mで10位。5000m16位、チームパシュート5位。
2018年12月、ポーランドのトマショフマゾウィエツキで開かれたスピードスケートW杯にて、一戸誠太郎、ウイリアムソン師円と組み、団体追い抜きに参加し、優勝した。
2019年2月、ドイツで行われた世界距離別選手権でも、一戸誠太郎、ウイリアムソン師円と組み、団体追い抜きに参加。4位の結果を残した。
2022年、北京オリンピック10000ｍで13分2秒49で11位。男子マススタートでは1回戦を突破し決勝で6位入賞となった。